# 黃華表
黄华表（1897年—1977年5月）字重光，广西省岑溪县波塘镇合水村人。中华民国教育家、政治人物。

## 生平
黄华表自梧州中学毕业后，考入北洋大学预科。翌年，入上海复旦大学商科。民国11年（1922年）到美国留学，先后毕业于华盛顿大学教育系、加利福尼亚大学及丹福大学研究院，获教育硕士学位。
民国15年（1926年）归国后，历任广西代理教育厅厅长、 教育厅厅长、国立南宁师范学院院长。在任广西教育厅长时，参与创办广西大学。第一次国共合作时期，任中国国民党广西省党部宣传部部长、《民国日报》社社长兼总编辑，广西课吏馆（西式训练地方官員）教育主任。农民讲习所、南宁军校、第三师范学生曾联合举行示威游行，高呼打倒黄华表的口号。民国16年（1927年）蒋介石发动四一二政变后，实行清党，黄华表是广西“清党”的主要成员，在“清党”中大规模搜捕中国共产党党员及左翼人士。
民国22年（1933年）12月，任立法院立法委员。民国23年（1934年），任浙江省政府委员兼秘书长。后来，历任国立浙江大学教授兼秘书长，国民政府考试院考选委员、国立复旦大学教授。中华人民共和国成立前夕，黄华表赴香港，任珠海书院文史系主任、新亚书院中文系主任。
1964年，黄华表在香港退休之后，应台湾私立中国文化学院聘请，担任教授，两年后辞职回香港。
1977年5月，黄华表病逝。

## 著作
黄华表编著有《壁山阁存稿》、《大学文选》、《大学词选》、《庄子浅说》、《荀子小讲》等书。黄华表逝世后，其亲属向广西桂林图书馆捐赠了黄华表的藏书91种390册，其中部分为珍本。